# Paul Erasmus Chiewitz
Paul Erasmus Chiewitz den yngre, var en violinist vid Kungliga hovkapellet.

## Biografi
Paul Erasmus Chiewitz anställdes omkring 1792 som violinist vid Kungliga hovkapellet i Stockholm och slutade 1 oktober 1815. Han gifte sig första gången med Helena Ståhlberg (1774–1806). Han gifte sig andra gången med Fredrika Grönström (1789–1816). Hon var dotter till skådespelaren Carl Gustaf Grönström.